# Topic Maps

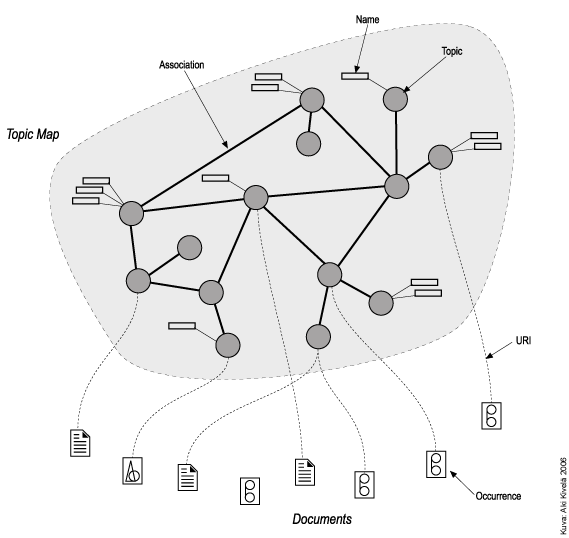
Schema di topic map

Topic Maps è una tecnologia del web semantico per l'organizzazione e la rappresentazione della conoscenza, approvata come standard ISO (ISO/IEC 13250:2003), che utilizza XML Topic Maps (XTM), una sintassi d'interscambio basata su XML e Linear Topic Map Notation (LTM), un formato abbreviato per editor di testo.

## Topic map
Una topic map è un indice analitico elettronico di più risorse informative collocato a un livello distinto da quello delle risorse stesse. Questa distinzione tra il livello dell'indice e quello dei documenti fa sì che vi sia integrazione di conoscenza tramite i link tra i soggetti stessi prima ancora che tramite i tradizionali link di cross reference tra i documenti.
Una topic map consiste in una serie di nodi chiamati topic collegati tra di loro. Ogni topic costituisce un surrogato elettronico di un subject. Un subject è tutto ciò che può essere oggetto di un discorso: un concetto astratto, un oggetto concreto, una persona, un'opera, un luogo. La relazione tra un topic e il suo subject viene detta reification.
I topic corrispondono alle voci di un indice analitico, le association ai rinvii ad altre voci nella forma "vedi anche" e le occurrence ai numeri delle pagine. Se un indice analitico non categorizza le relazioni associative tra le voci e un tesauro si limita a distinguere le relazioni associative tra i termini da quelle gerarchiche e preferenziali ricorrendo all'etichetta RT (Related term), una topic map categorizza le relazioni associative tra i topic permettendo all'utente di capire non solo che due topic sono associati ma anche il perché e il come. Per fare un esempio, Topic map non si limita ad indicare che tra Manzoni e Milano esiste un relazione associativa ma anche che essa è del tipo "è nato a".

## Caratteristiche di un topic
Topic Maps è quindi come RDF una tecnologia basata sul concetto di identità. Essa utilizza simboli che rappresentano cose identificabili sul web (anche se spesso non recuperabili in esso) per poter fare affermazioni su di esse. Topic map a differenza di RDF ha però tre modi di fare asserzioni su di un topic e quindi su di un soggetto: le tre tipologie di topic characteristic (name, occurence e role in association).
Un topic può essere istanza di una o più classi dette topic type. La relazione tra un topic e la sua classe corrisponde alla relazione gerarchica tra due termini all'interno di un tesauro.
Un topic ha innanzitutto un base name. Se un topic reifica un soggetto che ha nomi in diverse lingue esso avrà più base name ciascuno compreso in uno scope distinto. In quest'ultimo caso per etichettare il topic un'applicazione potrebbe adottare il base name corrispondente al contesto linguistico selezionato dall'utente. Un topic può avere anche delle variant, nomi che vengono adottati in particolari contesti di elaborazione quali l'ordinamento (ad esempio: Manzoni, Alessandro) o la presentazione (ad esempio: Manzoni)
Una association è una relazione associativa tra due topic ognuno dei quali svolge un ruolo come membro all'interno di essa. Un association role svolto da un topic all'interno di una association è una topic characteristic del topic. Ogni association è una istanza di una classe detta association type.
Una occurrence è una risorsa (o un riferimento ad essa) considerata rilevante per un topic. Essa può essere esterna alla topic map (articolo, monografia, citazione, video, immagine) oppure in line (breve descrizione o data in forma di stringa).

### Scope
Ogni assegnazione di una topic characteristic a un topic è valida all'interno di un contesto detto scope, il quale se viene specificato è limitato altrimenti è illimitato. Lo scope è composto a sua volta da una serie di topic detti theme i quali possono essere raggruppati in classi. Lo scope di un base name può essere ad esempio costituito da una combinazione di theme appartenenti alle classi “lingua” e “epoca storica”, quello di una occurrence da una combinazione di theme appartenenti alle classi “livello di approfondimento” , “livello di accesso” , “lingua”, quello di un association role da una combinazione di theme appartenenti alle classi “livello di approfondimento”, “livello di accesso”.
Un tipo particolare di theme utilizzato per disambiguare topic che hanno lo stesso nome è l’incidental theme. Se i topic da disambiguare appartengono a classi diverse (ad esempio Tosca l'opera e Tosca il personaggio) l'incidental theme sarà un topic type(in tal caso Opera o Personaggio); se invece i topic da disambiguare appartengono alla stessa classe (ad esempio Paride il personaggio dell'Iliade e Paride il personaggio di Romeo e Giulietta) l’incidental theme sarà un topic associato alla definizione di ciascuno (quindi Iliade o Romeo e Giulietta).

## Identità di un topic
Le topic map possono essere fuse tra di loro. Questo processo, chiamato merging, implica la fusione dei topic che rappresentano uno stesso soggetto in un unico topic le cui topic characteristic saranno la somma di quelle dei topic originari.
È opportuno a questo punto precisare che un topic può reificare un soggetto che è una risorsa informativa (ad esempio una pagina web) e riferirsi ad esso attraverso il suo stesso URI, oppure può reificare un soggetto che non è una risorsa informativa (ad esempio una persona o un oggetto) e riferirsi ad esso tramite l'URI di un'altra risorsa detta subject indicator la quale fornisce una indicazione univoca sulla sua identità (una descrizione testuale, una rappresentazione visiva o audio, eccetera). XTM permette di distinguere in base al contesto sintattico la diversa funzione di un URI.
Due topic che reificano la stessa risorsa informativa, oppure un soggetto identificato da uno stesso subject indicator o che hanno lo stesso base name nello stesso scope (in base a una regola detta topic name constraint) dovranno essere fusi.